# Roy Clark

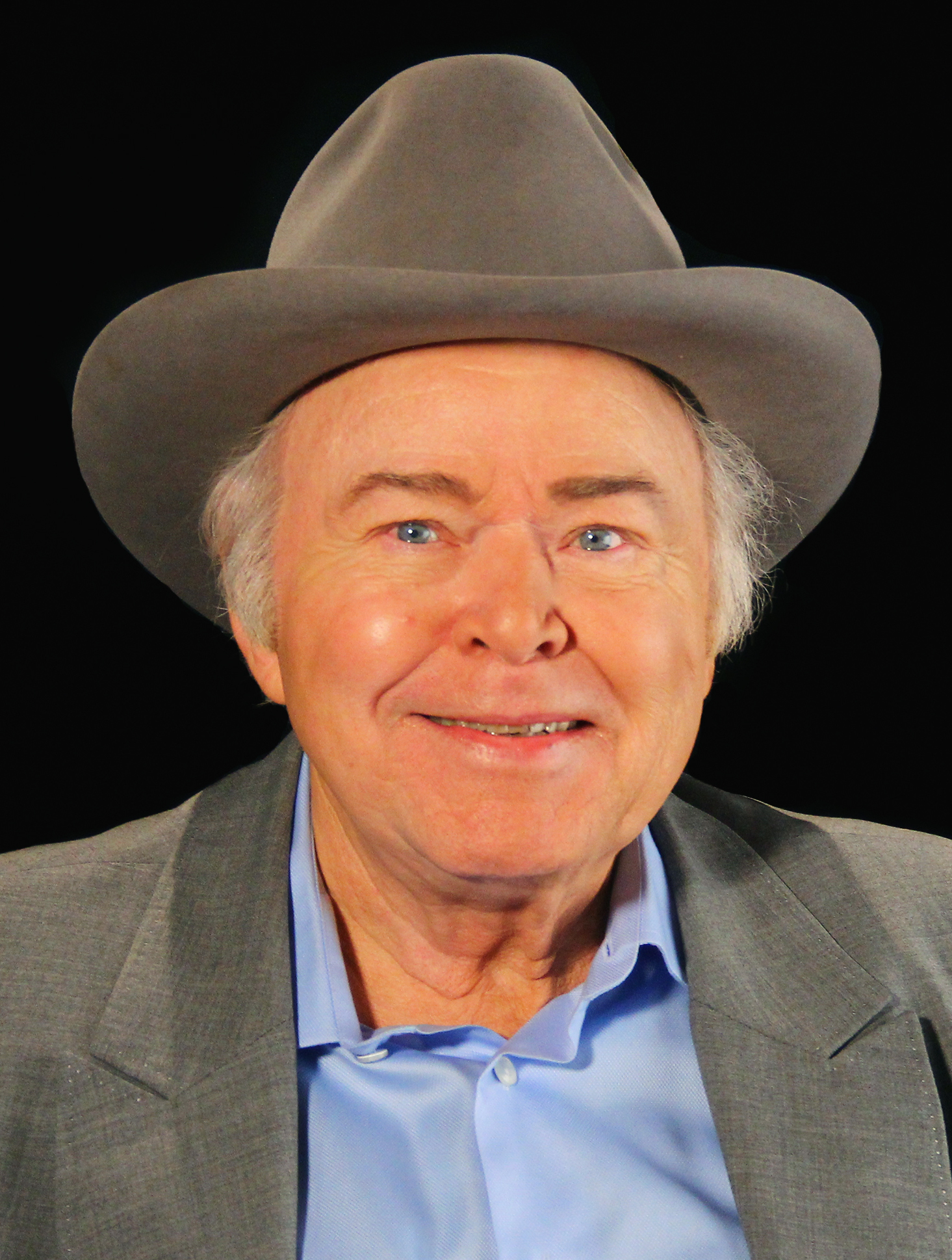
Roy Clark (2014)

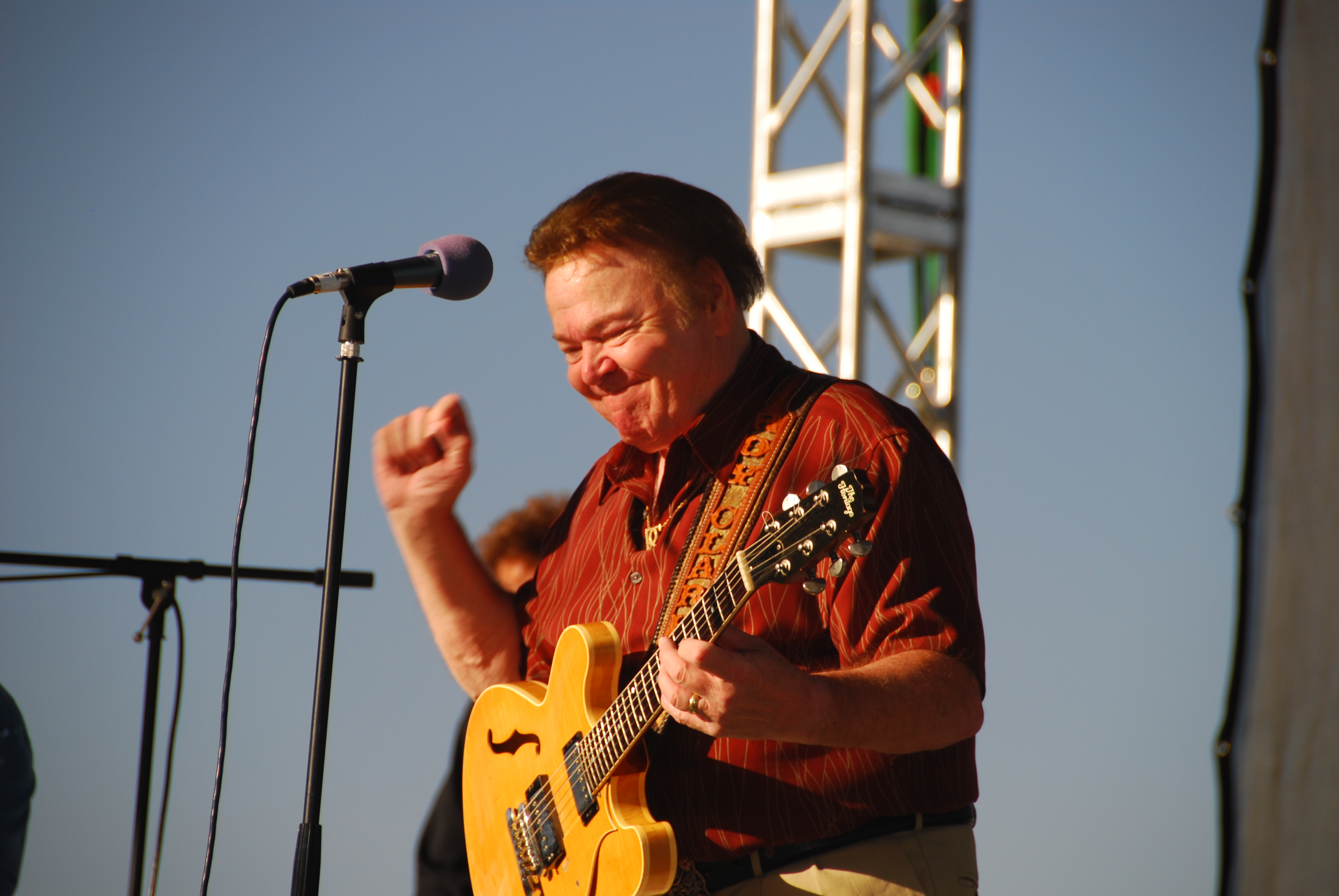
Roy Clark (2007)

Roy Linwood Clark (* 15. April 1933 in Meherrin, Virginia; † 15. November 2018 in Tulsa, Oklahoma) war ein US-amerikanischer mit dem Grammy ausgezeichneter Country-Sänger und -Musiker, der in den 1970er Jahren zu den größten Stars seines Genres zählte. Bekannt wurde er durch zahlreiche Fernsehauftritte, unter anderem als Gastgeber der Hee Haw Show. Gelegentlich trat er auch als Schauspieler in Erscheinung.

## Leben
Roy Clark lernte das Banjo- und Gitarre-Spielen von seinem Vater, einem Amateurmusiker. Als Teenager gewann er zweimal in Folge einen landesweiten Banjowettbewerb. Nachdem er sich durch jahrelanges Tingeln durch Clubs und Radioshows die nötige Erfahrung angeeignet hatte, begleitete er Ende der 1950er Wanda Jackson bei ihren Auftritten.
1962 wurde er vom Capitol-Label unter Vertrag genommen. Ein Jahr später schaffte er mit seiner poporientierten Single Tips of my Fingers einen Top-10-Hit. Im Laufe des Jahrzehnts wurde eine Reihe von erfolgreichen Alben veröffentlicht. Bekannt wurde er aber hauptsächlich durch Fernsehauftritte. Der joviale, stets gutgelaunte Clark war immer ein gerngesehener Gast. Ab Mitte 1969 leitete er gemeinsam mit Buck Owens die neue Fernsehshow Hee Haw. Die Serie wurde zu einem unerwarteten Erfolg und hielt sich bis weit in die 1980er Jahre hinein. Der Multiinstrumentalist hatte hier ausreichend Gelegenheit, seine vielseitigen Talente unter Beweis zu stellen.
1968 wechselte er zum Dot-Label. Er veröffentlichte zahlreiche erfolgreiche Alben und Singles und wurde mit Preisen geradezu überhäuft. 1973 erhielt er die begehrteste Auszeichnung der Country-Musik: Er wurde von der Country Music Association zum „Entertainer of the Year“ gewählt. Die gleiche Auszeichnung erhielt er 1972 und 1973 von der Academy of Country Music. Außerdem wurde er mehrfach zum besten Instrumentalisten des Jahres gekürt. Mit seinem größten Hit Yesterday When I Was Young, der 1969 die Top 20 der US-Pop und Top 10 der Country- und Easy-Listening-Charts erreichte, trug Clark maßgeblich dazu bei, die Kompositionen des französischen Chansoniers Charles Aznavour international bekannt zu machen. Dessen Original Hier encore entstand 1964. Zeitgleich konkurrierte eine große Anzahl von Croonern wie Andy Williams oder Johnny Mathis mit ihren Versionen um die Zuhörergunst, jedoch setzte sich Clarks Fassung in den Charts durch. 1978 nahm Clark noch einmal eine Aznavour-Komposition auf, The Happy Days, im Original Les jours heureux, die als Single nur einen bescheidenen Erfolg in den Country-Charts feierte.
Seinen ersten Nummer-eins-Hit in den Country-Charts hatte er 1973 mit der Single Come Live with Me, einer Komposition von Felice und Boudleaux Bryant. Weitere große Hits in diesen Jahren waren I Never Picked Cotton, Thank God and Greyhound (1970), Somewhere Between Love and Tomorrow (1973), Honeymoon Feelin’ (1974) und If I Had to Do It All Over Again (1976). Insgesamt hatte er zwischen 1963 und 1989 52 Hits in den Country-Charts. Neben dem Country-Genre arbeitete Clark auch mit Jazz- und Bluesmusikern wie Gatemouth Brown (Makin’ Music, 1978) und Joe Pass (Play Hank Williams, 1994).
1976 wechselte er zum ABC-Label. Im selben Jahr unternahm er eine dreiwöchige Tournee durch die Sowjetunion. Anfang der 1980er Jahre wechselte er noch einmal das Label, doch die Zeit seiner großen Erfolge war vorbei. Dennoch wurde er 1982 mit einem Grammy ausgezeichnet. In Branson eröffnete er das „Roy Clark Celebrity Theater“. 1987 wurde er ständiges Mitglied der Grand Ole Opry. Mehrfach spendete er hohe Geldbeträge für Wohltätigkeitsprojekte.
Am 15. November 2018 starb Clark im Alter von 85 Jahren in seinem Haus in Tulsa an den Folgen einer Lungenentzündung.

## Diskografie

### Studioalben
| Jahr | Titel                                 | Höchstplatzierung, Gesamtwochen, AuszeichnungChartplatzierungen (Jahr, Titel, Platzierungen, Wochen, Auszeichnungen, Anmerkungen) | Höchstplatzierung, Gesamtwochen, AuszeichnungChartplatzierungen (Jahr, Titel, Platzierungen, Wochen, Auszeichnungen, Anmerkungen) | Anmerkungen         |
| Jahr | Titel                                 | US | Country | Anmerkungen         |
| ---- | ------------------------------------- | --- | --- | ------------------- |
| 1966 | Roy Clark Sings Lonesome Love Ballads | — | Country21 (10 Wo.)Country | Capitol             |
| 1968 | Do You Believe This Roy Clark         | — | Country34 (2 Wo.)Country | Dot                 |
| 1968 | Urban, Suburban                       | — | Country43 (2 Wo.)Country | Dot                 |
| 1969 | Yesterday, When I Was Young           | US50 (20 Wo.)US | Country8 (25 Wo.)Country | Dot                 |
| 1969 | The Everlovin’ Soul Of Roy Clark      | US129 (9 Wo.)US | Country11 (19 Wo.)Country | Dot                 |
| 1970 | I Never Picked Cotton                 | US176 (6 Wo.)US | Country8 (27 Wo.)Country | Dot                 |
| 1971 | The Incredible Roy Clark              | US197 (2 Wo.)US | Country14 (14 Wo.)Country | Dot                 |
| 1971 | The Magnificent Sanctuary Band        | — | Country39 (8 Wo.)Country | Dot                 |
| 1972 | Roy Clark Country                     | US112 (12 Wo.)US | Country10 (19 Wo.)Country | Dot                 |
| 1973 | Come Live with Me                     | — | Country4 (33 Wo.)Country | Dot                 |
| 1973 | Roy Clark’s Family Album              | — | Country2 (21 Wo.)Country | Dot                 |
| 1973 | Roy Clark / Superpicker               | US172 (6 Wo.)US | Country6 (31 Wo.)Country | Dot                 |
| 1974 | Roy Clark / The Entertainer           | US186 (3 Wo.)US | Country4 (18 Wo.)Country | Dot                 |
| 1974 | Roy Clark, Family and Friends         | — | Country27 (9 Wo.)Country | Dot                 |
| 1974 | Classic Clark                         | — | Country13 (19 Wo.)Country | Dot                 |
| 1975 | Heart to Heart                        | — | Country31 (10 Wo.)Country | Dot                 |
| 1975 | A Pair of Fives (Banjos, That Is)     | — | Country9 (20 Wo.)Country | Dot; mit Buck Trent |
| 1977 | My Music & Me / Vocal & Instrumental  | — | Country38 (5 Wo.)Country | Dot                 |
| 1978 | Labor of Love                         | — | Country44 (6 Wo.)Country | Dot                 |
| 1978 | Banjo Bandits                         | — | Country45 (4 Wo.)Country | Dot; mit Buck Trent |
| 1982 | Turned Loose                          | — | Country43 (33 Wo.)Country | Dot                 |

Weitere Alben
- 1962: The Lightning Fingers of Roy Clark (Capitol)
- 1963: Roy Clark Sings the Tip of My Fingers (Capitol)
- 1964: Happy to Be Unhappy (Capitol)
- 1965: Roy Clark Guitar Spectacular (Capitol)
- 1966: Stringin’ Along with the Blues (Capitol)
- 1970: The Other Side of Roy Clark (Dot)
- 1973: Superpicker (Dot)
- 1975: A Pair of Fives (Banjos That Is) (Dot)
- 1977: Hookin’ It (Abcdot)
- 1978: Labor of Love (Abc)
- 1978: Banjo Bandits (Abc)
- 1979: Makin’ Music (MCA) mit Clarence Gatemouth Brown und Steve Ripley
- 1980: My Music (MCA)
- 1981: Makin’ Love (MCA)
- 1981: Meanwhile Back at the Country (MCA)

### Livealben
| Jahr | Titel                                           | Höchstplatzierung, Gesamtwochen, AuszeichnungChartplatzierungen (Jahr, Titel, Platzierungen, Wochen, Auszeichnungen, Anmerkungen) | Höchstplatzierung, Gesamtwochen, AuszeichnungChartplatzierungen (Jahr, Titel, Platzierungen, Wochen, Auszeichnungen, Anmerkungen) | Anmerkungen |
| Jahr | Titel                                           | US | Country | Anmerkungen |
| ---- | ----------------------------------------------- | --- | --- | ----------- |
| 1972 | Roy Clark Live!                                 | — | Country4 (29 Wo.)Country |             |
| 1976 | Roy Clark in Concert                            | — | Country14 (13 Wo.)Country |             |
| 1977 | Hookin’ It                                      | — | Country44 (10 Wo.)Country |             |
| 1981 | The Roy Clark Show Live from Austin City Limits | — | Country49 (22 Wo.)Country |             |

Weitere Livealben
- 1962: Roy Clark Show Live from Cheyenne Wyoming
- 1967: Roy Clark Live!
- 1993: Live in Branson
- 1998: Branson City Limits
- 2000: Live at Billy Bob’s Texas

### Kompilationen
| Jahr | Titel                                | Höchstplatzierung, Gesamtwochen, AuszeichnungChartplatzierungen (Jahr, Titel, Platzierungen, Wochen, Auszeichnungen, Anmerkungen) | Höchstplatzierung, Gesamtwochen, AuszeichnungChartplatzierungen (Jahr, Titel, Platzierungen, Wochen, Auszeichnungen, Anmerkungen) | Anmerkungen |
| Jahr | Titel                                | US | Country | Anmerkungen |
| ---- | ------------------------------------ | --- | --- | ----------- |
| 1971 | The Best of Roy Clark                | US176 (8 Wo.)US | Country15 (23 Wo.)Country |             |
| 1974 | The Entertainer of the Year          | — | Country13 (13 Wo.)Country |             |
| 1975 | Roy Clark’s Greatest Hits - Volume 1 | — | Country15 (10 Wo.)Country |             |

Weitere Kompilationen
- 1969: Roy Clark’s Greatest!
- 1977: ABC Collection (Abc)
- 1995: Greatest Hits

### Singles
| Jahr | Titel Album                                                                 | Höchstplatzierung, Gesamtwochen, AuszeichnungChartplatzierungen (Jahr, Titel, Album, Platzierungen, Wochen, Auszeichnungen, Anmerkungen) | Höchstplatzierung, Gesamtwochen, AuszeichnungChartplatzierungen (Jahr, Titel, Album, Platzierungen, Wochen, Auszeichnungen, Anmerkungen) | Anmerkungen |
| Jahr | Titel Album                                                                 | US | Country | Anmerkungen |
| ---- | --------------------------------------------------------------------------- | --- | --- | ----------- |
| 1963 | Tips of My Fingers Roy Clark Sings the Tip of My Fingers                    | US45 (8 Wo.)US | Country10 (16 Wo.)Country |             |
| 1964 | Through the Eyes of a Fool Happy to Be Unhappy                              | — | Country31 (3 Wo.)Country |             |
| 1965 | When the Wind Blows in Chicago Happy to Be Unhappy                          | — | Country37 (10 Wo.)Country |             |
| 1968 | Do You Believe This Town Do You Believe This Roy Clark                      | — | Country53 (8 Wo.)Country |             |
| 1969 | Love Is Just a State of Mind Yesterday, When I Was Young                    | — | Country57 (6 Wo.)Country |             |
| 1969 | Yesterday, When I Was Young                                                 | US19 (10 Wo.)US | Country9 (16 Wo.)Country |             |
| 1969 | September Song Yesterday, When I Was Young                                  | — | Country40 (7 Wo.)Country |             |
| 1969 | Right or Left at Oak Street The Everlovin’ Soul of Roy Clark                | — | Country21 (9 Wo.)Country |             |
| 1970 | Then She’s a Lover The Everlovin’ Soul of Roy Clark                         | US94 (3 Wo.)US | Country31 (9 Wo.)Country |             |
| 1970 | I Never Picked Cotton                                                       | — | Country5 (15 Wo.)Country |             |
| 1970 | Thank God and Greyhound I Never Picked Cotton                               | US90 (3 Wo.)US | Country6 (14 Wo.)Country |             |
| 1971 | (Where Do I Begin) Love Story Roy Clark / Superpicker                       | — | Country74 (2 Wo.)Country |             |
| 1971 | A Simple Thing as Love The Best of Roy Clark                                | — | Country45 (9 Wo.)Country |             |
| 1971 | She Cried The Incredible Roy Clark                                          | — | Country63 (4 Wo.)Country |             |
| 1971 | Magnificent Sanctuary Band The Magnificent Sanctuary Band                   | — | Country39 (9 Wo.)Country |             |
| 1972 | The Lawrence Welk - Hee Haw Counter-Revolution Polka Roy Clark Live!        | — | Country9 (14 Wo.)Country |             |
| 1973 | Come Live with Me                                                           | US89 (3 Wo.)US | Country1 (16 Wo.)Country |             |
| 1973 | Riders in the Sky Roy Clark / Superpicker                                   | — | Country27 (11 Wo.)Country |             |
| 1973 | Somewhere Between Love and Tomorrow Come Live with Me                       | US81 (5 Wo.)US | Country2 (16 Wo.)Country |             |
| 1974 | Honeymoon Feelin’ Roy Clark / The Entertainer                               | — | Country4 (16 Wo.)Country |             |
| 1974 | The Great Divide Classic Clark                                              | — | Country12 (17 Wo.)Country |             |
| 1975 | Dear God Classic Clark                                                      | — | Country64 (6 Wo.)Country |             |
| 1975 | You’re Gonna Love Yourself in the Morning Classic Clark                     | — | Country35 (10 Wo.)Country |             |
| 1975 | Heart to Heart                                                              | — | Country16 (14 Wo.)Country |             |
| 1976 | If I Had It to Do All Over Again Heart to Heart                             | — | Country2 (16 Wo.)Country |             |
| 1976 | Think Summer Roy Clark in Concert                                           | — | Country21 (11 Wo.)Country |             |
| 1977 | I Have a Dream, I Have a Dream My Music & Me / Vocal & Instrumental         | — | Country26 (11 Wo.)Country |             |
| 1977 | Half a Love My Music & Me / Vocal & Instrumental                            | — | Country80 (4 Wo.)Country |             |
| 1977 | We Can’t Build a Fire in the Rain My Music & Me / Vocal & Instrumental      | — | Country40 (10 Wo.)Country |             |
| 1978 | Must You Throw Dirt in My Face Labor of Love                                | — | Country60 (6 Wo.)Country |             |
| 1978 | Where Have You Been All of My Life Labor of Love                            | — | Country65 (6 Wo.)Country |             |
| 1978 | The Happy Days Labor of Love                                                | — | Country89 (2 Wo.)Country |             |
| 1979 | Shoulder to Shoulder (Arm and Arm) Labor of Love                            | — | Country34 (10 Wo.)Country |             |
| 1980 | Chain Gang of Love My Music                                                 | — | Country21 (13 Wo.)Country |             |
| 1980 | If There Were Only Time for Love My Music                                   | — | Country48 (7 Wo.)Country |             |
| 1980 | For Love’s Own Sake My Music                                                | — | Country73 (5 Wo.)Country |             |
| 1981 | I Ain’t Got Nobody Back to the Country                                      | — | Country60 (8 Wo.)Country |             |
| 1981 | She Can’t Give It Away Back to the Country                                  | — | Country86 (2 Wo.)Country |             |
| 1981 | Love Takes Two Back to the Country                                          | — | Country63 (6 Wo.)Country |             |
| 1981 | The Last Word in Jesus Is Us Last Word in Jesus Is Us                       | — | Country73 (4 Wo.)Country |             |
| 1982 | Paradise Knife and Gun Club The Roy Clark Show Live from Austin City Limits | — | Country54 (9 Wo.)Country |             |
| 1982 | Tennessee Saturday Night The Roy Clark Show Live from Austin City Limits    | — | Country85 (3 Wo.)Country |             |
| 1982 | Here We Go Again Turned Loose                                               | — | Country65 (7 Wo.)Country |             |
| 1983 | I’m a Booger Turned Loose                                                   | — | Country74 (5 Wo.)Country |             |
| 1983 | Wildwood Flower                                                             | — | Country55 (9 Wo.)Country |             |
| 1984 | Another Lonely Night with You                                               | — | Country48 (11 Wo.)Country |             |
| 1986 | Tobacco Road Rockin’ in the Country                                         | — | Country56 (7 Wo.)Country |             |
| 1986 | Juke Box Saturday Night Rockin’ in the Country                              | — | Country61 (7 Wo.)Country |             |
| 1989 | What a Wonderful World                                                      | — | Country73 (4 Wo.)Country |             |
| 1989 | But, She Loves Me What a Wonderful World                                    | — | Country68 (5 Wo.)Country |             |

Weitere Singles
- 1954: Mysteries of Life
- 1956: Stepping Stones
- 1958: Please Mr. Mayor
- 1960: Rock Maggie Rock
- 1961: Under the Double Edge
- 1961: Texas Twist
- 1962: Talk About a Party
- 1963: Application for Love
- 1964: Take Me as I Am (Or Let Me Go)
- 1964: It’s My Way
- 1964: Alabama Jubilee
- 1965: Color of Her Love Is Blue
- 1965: So Much to Remember
- 1966: Malaguena
- 1966: Rose Colored Glasses
- 1966: Hey Sweet Thing (mit Mary Taylor)
- 1966: St. Louis Blues
- 1967: Great Pretender
- 1972: Ode to a Critter
- 1977: Beat the System
- 1979: Four O’Clock in the Morning

## Auszeichnungen
- 1970 – CMA: Comedian of the Year
- 1972 – ACM: Entertainer of the Year
- 1973 – ACM: Entertainer of the Year
- 1973 – CMA: Entertainer of the Year
- 1975 – CMA: Instrumental Group of the Year (zusammen mit Buck Trent)
- 1976 – CMA: Instrumental Group of the Year (zusammen mit Buck Trent)
- 1977 – CMA: Instrumentalist of the Year
- 1978 – CMA: Instrumentalist of the Year
- 1980 – CMA: Instrumentalist of the Year
- 1983 – Grammy: Best Country Instrumental Performance Roy Clark – Alabama Jubilee